# Koramoniemi
Koramoniemi är en småort i Finland och Uleåborgs län. Orten ligger på en halvö vid en sjö, nära E63. Antalet invånare är ungefär 45.
Nära orter är Airisniemi, Tolva och Virraniemi, den lite större staden Kuusamo och skidorten Ruka. 
Ruka ligger ungefär 20 kilometer från Koramoniemi. 